# Cubbie Roo’s Castle

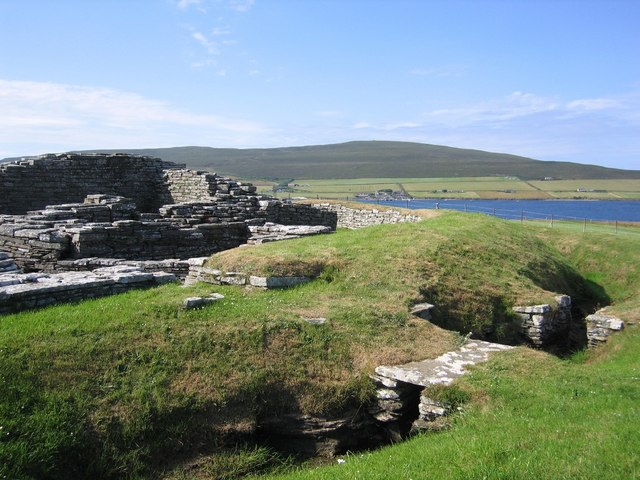
Cubbie Roo’s Castle

Cubbie Roo’s Castle ist eine Burgruine auf Wyre, einer der schottischen Orkney-Inseln.
Die Burg wurde um 1150 errichtet und ist somit eine der ältesten Burgen Schottlands. Sie wurde bereits in der Orkneyinga saga erwähnt. Ihr Name ist von dem Kolbein Hrugas abgeleitet, der dort gelebt haben soll.
In der König-Haakon-Saga ist erwähnt, dass der letzte norwegische Earl of Orkney, John, in Thurso umgebracht wurde. Seine Mörder flohen nach Wyre und suchten in der Burg Zuflucht. Cubbie Roo’s Castle war so uneinnehmbar, dass die Belagerer gezwungen waren, mit den Mördern einen Vertrag auszuhandeln, um sie da herauszubekommen.